# Родія (мова)
Родія — діалект сингальської мови. Істотно відрізняється від літературної мови. Діалектом говорять члени нижчої касти сингалів на Шрі-Ланці — касти Родія.
Приклади діалектизмів:
- dissenavā приходити (Сингальська: enavā)
- dumana будинок (Сингальська: geya)
- galla рот (Сингальська: kaṭa)
- gävā людина, чоловік (Сингальська: minihā)
- gävī жінка (Сингальська: gäänu)
- miganavā їсти (Сингальська: kanavā)